# Наз-Шавес
Наз-Шавес (итал. Naz-Sciaves) је насеље у Италији у округу Болцано, региону Трентино-Јужни Тирол. 
Према процени из 2011. у насељу је живело 2430 становника. Насеље се налази на надморској висини од 777 м.

## Становништво
Према резултатима пописа становништва 2011. у општини је живело 2.886 становника.
| 1931. | 1936. | 1951. | 1961. | 1971. | 1981. | 1991. | 2001. | 2011. |
| ----- | ----- | ----- | ----- | ----- | ----- | ----- | ----- | ----- |
| 1.131 | 1.141 | 1.156 | 1.207 | 1.297 | 1.610 | 2.051 | 2.430 | 2.886 |